# John Jumper
John Michael Jumper (Little Rock (Arkansas), 1985) is een Amerikaans scheikundige en computerwetenschapper. Hij is momenteel directeur bij Google DeepMind. Jumper en zijn collega's creëerden AlphaFold, een model voor kunstmatige intelligentie (AI) om eiwitstructuren met hoge nauwkeurigheid te voorspellen op basis van hun aminozuursequentie. Jumper en Demis Hassabis kregen de helft van de Nobelprijs voor Scheikunde van 2024 voor hun voorspellingen van eiwitstructuren.

## Biografie
Jumper behaalde in 2007 een Bachelor of Science aan de Vanderbilt-universiteit met hoofdvakken in natuur- en wiskunde en in 2010 een Mastergraad in theoretische fysica van gecondenseerde materie aan de Universiteit van Cambridge op een Marshall-studiebeurs. Twee jaar later behaalde hij ook een mastergraad in de theoretische scheikunde van de Universiteit van Chicago, alwaar hij in hetzelfde vakgebied in 2017 promoveerde onder begeleiding van Robin R. Sosnick en Karl Freed.

## Werk
Het onderzoek van Jumper richt zich op algoritmen voor het voorspellen van eiwitstructuren. Eiwitten bestaan uit allerlei combinaties van een twintigtal verschillende aminozuren. De exacte volgorde en positie van die eiwitten bepaalt wat een eiwit doet.
Samen met zijn team heeft Jumper bij DeepMind, een Brits AI-onderzoekslaboratorium dat later door Google's moederbedrijf Alphabet werd overgenomen, het neurale netwerk AlphaFold gebouwd. Met behulp van kunstmatige intelligentie kan dit deep-learning algoritme op basis van delen van eerder opgeloste eiwitvormen voorspellingen doen over de structuur van nieuwe, nog onopgeloste eiwitten. Het werk van DeepMind werd door onderzoekers gecontroleerd aan de hand van experimentele gegevens.
In een paar jaar tijd heeft AlphaFold de complexe structuur van vrijwel alle 200 miljoen bekende eiwitten vastgesteld. Miljoenen wetenschappers hebben toegang tot die gegevens. AlphaFold werd daarom door Science en Nature uitgeroepen tot de grootste wetenschappelijke doorbraak van 2021.

## Erkenning
In 2021 werd Jumper onderscheiden met de BBVA Foundation Frontiers of Knowledge Award in de categorie "Biologie en biogeneeskunde". In 2022 ontving Jumper de Wiley Prize in Biomedical Sciences en in 2023 de Breakthrough Prize in Life Sciences voor de ontwikkeling van AlphaFold, dat nauwkeurig de structuur van een proteïne voorspelt. Daarnaast kreeg hij, samen met Demis Hassabis, in 2023 gezamenlijk de Canada Gairdner International Award en de Albert Lasker Award for Basic Medical Research toegekend. In 2024 deelden Jumper en Hassabis de helft van de Nobelprijs voor Scheikunde voor hun voorspellingen over de vouwing van eiwitten, de andere helft ging naar David Baker voor computationeel eiwitontwerp. 
1901: Van 't Hoff ·
1902: E. Fischer ·
1903: Arrhenius ·
1904: Ramsay ·
1905: Baeyer ·
1906: Moissan ·
1907: Buchner ·
1908: Rutherford ·
1909: Ostwald ·
1910: Wallach ·
1911: Curie ·
1912: Grignard, Sabatier ·
1913: Werner ·
1914: Richards ·
1915: Willstätter ·
1918: Haber ·
1920: Nernst ·
1921: Soddy ·
1922: Aston ·
1923: Pregl ·
1925: Zsigmondy ·
1926: Svedberg ·
1927: Wieland ·
1928: Windaus ·
1929: Harden, Euler-Chelpin ·
1930: H. Fischer · 
1931: Bosch, Bergius ·
1932: Langmuir ·
1934: Urey ·
1935: F. Joliot-Curie, I. Joliot-Curie ·
1936: Debye ·
1937: Haworth, Karrer ·
1938: Kuhn ·
1939: Butenandt, Ružička ·
1943: Hevesy · 
1944: Hahn ·
1945: Virtanen ·
1946: Sumner, Northrop, Stanley ·
1947: Robinson · 
1948: Tiselius · 
1949: Giauque ·
1950: Diels, Alder ·
1951: McMillan, Seaborg ·
1952: Martin, Synge ·
1953: Staudinger ·
1954: Pauling ·
1955: Vigneaud ·
1956: Hinshelwood, Semjonov ·
1957: Todd ·
1958: Sanger ·
1959: Heyrovský ·
1960: Libby ·
1961: Calvin ·
1962: Perutz, Kendrew ·
1963: Ziegler, Natta ·
1964: Hodgkin ·
1965: Woodward ·
1966: Mulliken ·
1967: Eigen, Norrish, Porter ·
1968: Onsager ·
1969: Barton, Hassel ·
1970: Leloir ·
1971: Herzberg ·
1972: Anfinsen, Moore, Stein · 
1973: E.O. Fischer, Wilkinson · 
1974: Flory ·
1975: Cornforth, Prelog ·
1976: Lipscomb ·
1977: Prigogine · 
1978: Mitchell ·
1979: Brown, Wittig ·
1980: Berg, Gilbert, Sanger ·
1981: Fukui, Hoffmann ·
1982: Klug ·
1983: Taube ·
1984: Merrifield ·
1985: Hauptman, Karle ·
1986: Herschbach, Lee, Polanyi ·
1987: Cram, Lehn, Pedersen ·
1988: Deisenhofer, Huber, Michel ·
1989: Altman, Cech ·
1990: Corey ·
1991: Ernst ·
1992: Marcus ·
1993: Mullis, Smith ·
1994: Olah ·
1995: Crutzen, Molina, Rowland ·
1996: Curl, Kroto, Smalley ·
1997: Boyer, Walker, Skou ·
1998: Kohn, Pople ·
1999: Zewail ·
2000: Heeger, MacDiarmid, Shirakawa ·
2001: Knowles, Noyori, Sharpless ·
2002: Fenn, Tanaka, Wüthrich ·
2003: Agre, MacKinnon ·
2004: Ciechanover, Hershko, Rose ·
2005: Grubbs, Schrock, Chauvin ·
2006: Kornberg ·
2007: Ertl ·
2008: Shimomura, Chalfie, Tsien ·
2009: Steitz, Yonath, Ramakrishnan ·
2010: Heck, Negishi, Suzuki ·
2011: Shechtman ·
2012: Kobilka, Lefkowitz ·
2013: Karplus, Levitt, Warshel ·
2014: Betzig, Hell, Moerner ·
2015: Lindahl, Modrich, Sancar ·
2016: Sauvage, Stoddart, Feringa ·
2017: Dubochet, Frank, Henderson · 
2018: Arnold, Winter, Smith ·   
2019: Goodenough, Whittingham, Yoshino ·
2020: Charpentier, Doudna ·
2021: List, MacMillan ·
2022: Bertozzi, Meldal, Sharpless ·
2023: Bawendi, Brus, Jekimov ·
2024: Baker, Hassabis, Jumper